# Jean-Ernest Ménard
Jean-Ernest Ménard (* 10. November 1910 in Dreux; † 28. Juni 1973 in Rodez) war ein französischer römisch-katholischer Geistlicher und Bischof von Rodez.

## Leben
Jean-Ernest Ménard empfing am 29. Juli 1935 die Priesterweihe für das Bistum Chartres.
Am 14. April 1953 wurde Jean-Ernest Ménard von Papst Pius XII. zum Titularbischof von Alia ernannt und zum Weihbischof in Chartres berufen. Die Bischofsweihe spendete ihm am 11. Juni desselben Jahres der Bischof von Rodez Raoul Harscouët; Mitkonsekratoren waren Alphonse Gaudron, Bischof von Évreux, und Armand Coupel, Bischof von Saint-Brieuc.
Am 23. Januar 1955 erfolgte die Ernennung zum Bischof von Rodez. Er starb am 28. Juni 1973 mit 62 Jahren im Bischofsamt.
Jean-Ernest Ménard war Konzilsvater in der zweiten bis vierten Sitzungsperiode des Vaticanum II. 